# Safareig i font de Penedes
El Safareig i font de Penedes és una obra de Taradell (Osona) inclosa a l'Inventari del Patrimoni Arquitectònic de Catalunya.

## Descripció
Bassa, safareig i font situats a uns 50mts a llevant de la casa del Penedès, prop d'un gran roure. Consta de vuit pilars de base quadrada, on s'encaixen unes lloses de 2,5mts per 1mts i 0,20cm d'amplada de gres gris. A l'angle NW, damunt d'un basament, s'hi assenta una de club format per carreus i amb decoració al damunt d'on brolla l'aigua que es vessa a una pica que mena les seves aigües a la bassa. Tots aquests elements són de pedra, gresos grisos i grocs i formen un conjunt d'elements ja són poc freqüents a les nostres masies tan sovint reformades.

## Història
La història d'aquests elements va unida a la de la cabana i el mas. Aquest últim sabem que ja existia abans del 1325 i que va sobreviure a la despoblació provocada per la pesta negra. Es troba registrat en els fogatges del segle xvi i en el nomenclàtor de la província del 1860. Aquests elements es devien bastir en època moderna (s. XVIII) quan es realitzaren ampliacions a la masia.